# You Want This
You Want This è un singolo della cantante statunitense Janet Jackson, pubblicato nel 1994 ed estratto dall'album Janet.

## Il brano
Il brano utilizza due sample tratti da Love Child di Diana Ross & The Supremes (1968) e Jungle Boogie di Kool & the Gang (1973).
Esso vede la partecipazione della rapper, DJ e attrice statunitense MC Lyte.

## Tracce
- 12" (USA)

1. You Want This - Mafia & Fluxy Club Mix – 6:28
2. You Want This - Mafia & Fluxy Dancehall Mix – 4:31
3. You Want This - Spoiled Milk. Remix – 4:44
4. You Want This - Remix – 4:46
5. New Agenda – 4:00
6. 70's Love Groove – 5:45

- 12" (UK)

1. You Want This - E-Smoove's House Anthem – 9:48
2. You Want This - E-Smoove's Anthem Dub – 6:32
3. You Want This - E-Smoove's Underdub – 7:21
4. You Want This - Disco Theory – 6:16
5. You Want This - Smoove Soul 7" – 4:16

- CD 1 (UK)/CD (Australia)

1. You Want This - Remix – 4:46
2. You Want This - E-Smoove's Anthem 7" – 4:16
3. You Want This - Mafia & Fluxy Dancehall Mix – 4:31
4. You Want This - Spoiled Milk. Remix – 4:44
5. You Want This - Disco Theory – 6:16
6. You Want This - Funk Extravaganza – 7:42
7. You Want This - Smoove Soul 12 – 6:20

- CD 2 (UK)

1. You Want This - LP Edit – 4:15
2. You Want This - Mafia & Fluxy Club Mix – 6:29
3. 70's Love Groove – 5:45
4. And on and On – 4:49

## Video
Il videoclip della canzone è stato diretto da Keir McFarlane e girato a Palm Desert (California). Esso è ispirato al film del 1965 Faster, Pussycat! Kill! Kill!.

## Classifiche
| Classifica (1994-1995) | Posizione raggiunta |
| ---------------------- | ------------------- |
| Regno Unito            | 14                  |
| Stati Uniti            | 8                   |